# Thecla ares
Thecla ares är en fjärilsart som beskrevs av Frederick DuCane Godman och Osbert Salvin 1887. Thecla ares ingår i släktet Thecla och familjen juvelvingar. Inga underarter finns listade i Catalogue of Life.